# Tactopoda
Tactopoda je hypotetický taxon prvoústých živočichů zahrnující želvušky (Tardigrada) a členovce (Arthropoda) v rámci skupiny Panarthropoda. Tato hypotéza vychází především z morfologických analýz, beroucích v potaz fosilní záznam. Konkurenční hypotéza, založená na molekulární fylogenetice, ukazuje jako sesterskou skupinu členovců drápkovce.
Morfologická podobnost je předpovídána na základě segmentace kutikuly a rozpadu svaloviny tělní stěny do izolovaných svalů.